# Josef Šusta
Josef Šusta (ur. 19 lutego 1874 w Trzeboniu, zm. 27 maja 1945 w Pradze) – czeski historyk i publicysta.

## Życiorys
Czołowy przedstawiciel historycznej szkoły Jaroslava Golla urodził się w rodzinie Josefa Šusty starszego (26.11.1835, Jankov, powiat Benešov – 15.10.1914, Praga), współzałożyciela nowoczesnej czeskiej hodowli ryb.
Studiował na fakultecie filozoficznym Uniwersytecie Karola (1891-93) oraz na Instytucie Dziejopisarstwa Austriackiego w Wiedniu. W latach 1896–99 stypendysta Austriackiego Instytutu Historycznego w Rzymie i w okresie lat 1900-05 profesor w Akademii Handlowej w Pradze. 1900 r. habilitował się z historii powszechnej na fakultecie filozoficznym praskiego Uniwersytetu Karola. W latach 1905–10 nadzwyczajny i od 1910 r. zwyczajny profesor tamże.
Od 1909 r. członek korespondent, od 1924 członek zwyczajny oraz od stycznia 1939 r. do swojej śmierci prezydent Czeskiej Akademii Nauk i Sztuk Pięknych. Od 1917 r. nadzwyczajny i od 1933 r. zwyczajny członek Królewskiego Czeskiego Stowarzyszenia Nauk.
W latach 1920–21 minister szkolnictwa i oświaty.
Zajmował się przede wszystkim historią czeską XIII i XIV wieku (Dvě knihy českých dějin: I. Poslední Přemyslovci a jejich dědictví, 1917, II. Počátky lucemburské, 1919; Soumrak Přemyslovců a jejich dědictví, 1935; Král cizinec, 1939; Karel IV. Otec a syn, 1946; Karel IV. Za císařskou korunou, 1948), problematyką kontrreformacji (Pius IV. před pontifikátem a na začátku pontifikátu, 1900; Die römische Kurie und das Concil von Trient, 1903) oraz rozwojem międzynarodowych stosunków na początku XX wieku (Dějiny Evropy v letech 1812-1870, I-III, 1922-23; Světová politika v letech 1871-1914, I-VI, 1924-31).
Redaktor i jeden z autorów niedokończonych Dziejów ludzkości od czasów prehistorycznych do czasów nowożytnych, I-VI (od 1935 r.), współautor podręczników dla szkół średnich (Dějepis pro vyšší třídy středních škol I-II, z F. Hýblem i J. Bidlem, 1911-13) oraz autor syntezy rozwoju dziejopisarstwa światowego (Dějepisectví, jeho vývoj v oblasti západní ve středověku a době nové, 1933).
Jego dzieła cechuje staranność stylistyczna i skupienie się na historii gospodarczej, społecznej i kulturalnej.
Oprócz tego zajmował się także publicystyką i literaturą piękną (powieść autobiograficzna Cizina (1914), pamiętniki Léta dětství a jinošství. Vzpomínky I (1947) oraz Léta učednická a vandrovní. Vzpomínky II (1963).
W maju 1945 r. popełnił samobójstwo z powodu oskarżenia o kolaborację z władzami okupacyjnymi.

## Odznaczenia
Został odznaczony Tarczą Honorową Protektoratu Czech i Moraw z Orłem Świętego Wacława.